# 松浦英信
松浦 英信（まつうら ひでのぶ、1961年2月15日 - ）は、宮崎県出身の元プロ野球選手（外野手）。右投右打。

## 来歴・人物
延岡学園高では、中堅手として1978年夏の甲子園に出場。2回戦（初戦）で石動高を降すが、3回戦では報徳学園高に敗退。
高校卒業後は、九州産業大学に進学し硬式野球部に入部。福岡六大学リーグでは同期のエース大畑徹を擁し、在学中7季連続優勝。首位打者1回、ベストナイン2回。他の大学同期に村井一男がいた。
1982年オフに、ドラフト外で中日ドラゴンズに入団。俊足を買われ、1986年には主に代走、守備固めではあるが42試合に出場。しかし翌1987年には一軍での出場機会はなく、同年限りで現役を引退。
引退後は、球団職員としてマネージャー等を歴任した。

## 詳細情報

### 年度別打撃成績
| 年 度     | 球 団     | 試 合 | 打 席 | 打 数 | 得 点 | 安 打 | 二 塁 打 | 三 塁 打 | 本 塁 打 | 塁 打 | 打 点 | 盗 塁 | 盗 塁 死 | 犠 打 | 犠 飛 | 四 球 | 敬 遠 | 死 球 | 三 振 | 併 殺 打 | 打 率 | 出 塁 率 | 長 打 率 | O P S |
| --------- | --------- | ----- | ----- | ----- | ----- | ----- | -------- | -------- | -------- | ----- | ----- | ----- | -------- | ----- | ----- | ----- | ----- | ----- | ----- | -------- | ----- | -------- | -------- | ----- |
| 1985      | 中日      | 3     | 1     | 1     | 0     | 0     | 0        | 0        | 0        | 0     | 0     | 0     | 0        | 0     | 0     | 0     | 0     | 0     | 1     | 0        | .000  | .000     | .000     | .000  |
| 1986      | 中日      | 42    | 11    | 11    | 4     | 3     | 1        | 0        | 0        | 4     | 0     | 4     | 2        | 0     | 0     | 0     | 0     | 0     | 2     | 0        | .273  | .273     | .364     | .636  |
| 通算：2年 | 通算：2年 | 45    | 12    | 12    | 4     | 3     | 1        | 0        | 0        | 4     | 0     | 4     | 2        | 0     | 0     | 0     | 0     | 0     | 3     | 0        | .250  | .250     | .333     | .583  |

### 記録
- 初出場：1985年6月4日、対ヤクルトスワローズ5回戦（明治神宮野球場）、8回表に島田芳明の代走で出場
- 初安打：1986年6月15日、対ヤクルトスワローズ12回戦（松本市野球場）、9回表に尾花高夫から
- 初盗塁：1986年7月1日、対広島東洋カープ11回戦（ナゴヤ球場）、10回裏に二盗（投手：津田恒実、捕手：山中潔）

### 背番号
- 71 （1983年）
- 52 （1984年 - 1987年）